# William Hopper
William Hopper, all'anagrafe William DeWolf Hopper Junior (New York, 6 maggio 1915 – Palm Springs, 6 marzo 1970), è stato un attore e militare statunitense.

## Biografia
Nato da una famiglia di attori, suo padre era DeWolf Hopper e sua madre l'attrice e columnist Hedda Hopper. Il primo film a cui partecipò fu Sunshine Dad (1916), nel quale apparve come attore bambino. I genitori si separarono nel 1922.
Dopo una relazione con Isabel Jewell, nel 1940 sposò l'attrice Jane Gilbert, sorella della più conosciuta Margaret Lindsay. Il matrimonio, dal quale nel 1942 nacque una figlia, Joan, terminò con il divorzio e l'attore si risposò con Jeanette J. Hopper, già madre di un figlio avuto da una precedente relazione, Gordon P. Williams, che visse con loro. Alla morte dell'attore la donna gli sopravvisse.
Nel 1942 iniziò la sua carriera come militare sommozzatore (ovvero "uomo rana", nome inizialmente usato per definire i sommozzatori della Marina Militare che, per secondi al mondo dopo gli italiani della X MAS, operarono sott'acqua in operazioni belliche) e per le sue imprese venne decorato con una Bronze Star Medal (Medaglia della Stella di Bronzo) durante le operazioni svolte nel Pacifico.
Dopo il congedo al termine della seconda guerra mondiale, decise di dedicarsi alla vendita delle auto e soltanto a partire dal 1954 riprese a recitare. La sua interpretazione più celebre è quella dell'investigatore privato Paul Drake, collaboratore dell'avvocato della serie televisiva Perry Mason (1957-1966) con Raymond Burr, trasmessa inizialmente per la CBS.
All'inizio del 1970, quando viveva a Yucca Valley, nello Stato della California, Hopper venne colpito da un ictus e fu ricoverato il 14 febbraio al Desert Hospital di Palm Springs, dove morì per complicanze tre settimane più tardi all'età di cinquantacinque anni. Fu sepolto al Rose Hills Memorial Park nella città californiana di Whittier.

## Riconoscimenti
- Nel 1942, ha ricevuto per meriti una Bronze Star Medal
- Nel 1959, Hopper è stato nominato per un Emmy Award per il miglior attore non protagonista in una serie drammatica per il ruolo di Paul Drake.[5]

## Filmografia parziale

### Cinema
- Sunshine Dad, regia di Edward Dillon (1916)
- The Footloose Heiress, regia di William Clemens (1937)
- Love Is on the Air, regia di Nick Grinde (1937)
- Over the Goal, regia di Noel M. Smith (1937)
- Mystery House, regia di Noel M. Smith (1938)
- Daredevil Drivers, regia di B. Reeves Eason (1938)
- Il grande amore (The Old Maid), regia di Edmund Goulding (1939)
- Il ritorno del dottor X ( The Return of Doctor X), regia di Vincent Sherman (1939)
- I fucilieri delle Argonne (The Fighting 69th), regia di William Keighley (1940)
- Ladies Must Live, regia di Noel M. Smith (1940)
- Con mia moglie è un'altra cosa (Affectionately Yours), regia di Lloyd Bacon (1941)
- Ribalta di gloria (Yankee Doodle Dandy), regia di Michael Curtiz (1942)
- L'avventura impossibile (Desperate Journey), regia di Raoul Walsh (1942)
- Prigionieri del cielo (The High and the Mighty), regia di William A. Wellman (1954)
- La Strage del 7º cavalleggeri (Sitting Bull), regia di Sidney Salkow (1954)
- L'amante proibita (This Is My Love), regia di Stuart Heisler (1954)
- La belva (Track of the Cat), regia di William A. Wellman (1954)
- La conquista dello spazio (Conquest of Space), regia di Byron Haskin (1955)
- La prateria senza legge (Robber's Roost), regia di Sidney Salkow (1955)
- Gioventù bruciata (Rebel Without a Cause), regia di Nicholas Ray (1955)
- Casa da gioco (One Desire), regia di Jerry Hopper (1955)
- Addio, lady (Good-bye, My Lady), regia di William A. Wellman (1956)
- La storia del generale Houston (The First Texan), regia di Byron Haskin (1956)
- Il giglio nero (The Bad Seed), regia di Mervyn LeRoy (1956)
- La mantide omicida (The Deadly Mantis), regia di Nathan Juran (1957)
- A 30 milioni di km. dalla Terra (20 Million Miles to Earth), regia di Nathan Juran (1957)
- Slim Carter, regia di Richard Bartlett (1957)
- Il caso Myra Breckinridge (Myra Breckinridge), regia di Michael Sarne (1970)

### Televisione
- The 20th Century-Fox Hour – serie TV, episodio 1x09 (1956)
- Celebrity Playhouse – serie TV, episodio 1x33 (1956)
- Perry Mason – serie TV, 271 episodi (1957-1966)

## Doppiatori italiani
Nelle versioni in italiano dei suoi lavori, William Hopper è stato doppiato da:
- Emilio Cigoli in La strage del 7º Cavalleggeri, Il giglio nero, A trenta milioni di chilometri dalla Terra
- Nino Pavese in La belva
- Augusto Marcacci in Gioventù bruciata
- Renato Turi in Casa da gioco
- Nando Gazzolo in La mantide omicida
- Massimo Milazzo in Perry Mason